# Gregor Serban
Gregor Serban (Brăila, 1 augustus 1909 – Delft, 12 december 1997) was een Roemeens Romamuzikant, die vooral in Nederland veel succes had.

## Jeugd
Gregor werd op 1 augustus 1909 in Brăila in Roemenië geboren. Omdat hij pas enkele dagen later werd aangegeven bij de burgerlijke stand, heeft in zijn paspoort altijd de geboortedatum 4 augustus 1909 gestaan (zijn vader had namelijk drie dagen feestgevierd omdat zijn eerste zoon was geboren). Serbans vader was cimbalist en Gregor speelde al vroeg in het orkest van zijn vader. Op 7-jarige leeftijd trad hij op voor tsaar Nicolaas II in Rusland (1916). Als jongen van twaalf werd hij naar Parijs gestuurd om daar bij zijn oom Codolban het vak te leren. Overdag volgde hij een klassieke opleiding en 's avonds speelde hij mee in het orkest van zijn oom.
Terug in Roemenië werd Gregor al jong orkestleider. Er werd toen een zeer breed repertoire gespeeld: ouvertures, operettemelodieën, chansons, Weens, genrestukken en ook semiklassieke werken, zoals de Cansonette van Pjotr Iljitsj Tsjaikovski, de Zigeunerweisen van Pablo de Sarasate, en dergelijke. Alles uit het hoofd, maar toch speelde men weinig zigeunermuziek: zelfs in het land van herkomst speelde men toen maar weinig Roemeens. Zo was het ook in Duitsland waar Serban naar het conservatorium ging in Berlijn en later op tournee ging.

## Naar Nederland
In 1931 kwam Gregor met het orkest naar Nederland, waar hij in het Princessepaviljoen in Scheveningen ging spelen. Het succes in Nederland was groot, de warme belangstelling van het Nederlandse publiek voor de zigeunermuziek was ongekend. Gregor besloot zich hier te vestigen en hij schreef zich in bij het Koninklijk Conservatorium in Den Haag, waar hij naast zijn werk verder bleef studeren. In 1935 werd zijn vader Andreï getroffen door een hersenbloeding tijdens een optreden in Hotel de l'Europe te Amsterdam. Dit had als gevolg dat Gregor zijn studie als klassiek violist moest staken om door te gaan met de Roemeense muziek, om zo voor zijn moeder, zussen en broer te zorgen. Regelmatig had hij een engagement in het buitenland, maar hij keerde steeds naar zijn basis in Nederland terug. In de zomermaanden trad hij op in het Kurhaus te Scheveningen en in de wintermaanden in Hotel de l'Europe te Amsterdam.
In de oorlog werkte Gregor in Amsterdam, in Carlton en Theater Tuschinski. In de eerste jaren ging dat nog goed, de bezetters hadden kennelijk niet veel tegen Roemenen. Maar later werd het moeilijker en toen hij een oproep van de Arbeitseinsatz kreeg, is hij ondergedoken en heeft zijn naam in zijn paspoort door het verzet laten veranderen van Serban in Serbanescu, om zo uit handen te blijven van de Duitsers. De zigeunernaam Serban was immers te bekend geworden in Nederland en hij vreesde voor zichzelf en de rest van zijn familie. Dit is zo gebleven tot 2002; toen is de familienaam Serban door zijn zoon Gregor junior in ere hersteld.

## Naoorlogse successen
Na de oorlog keerde Serban weer in het muziekleven terug. Hij speelde in Old Dutch in Rotterdam, in het Kurhaus in Scheveningen in de zomer maanden en in Hotel de l'Europe in Amsterdam in de wintermaanden verder ook in Royal in Arnhem en in vele andere bekende zaken. Hij trad ook weer regelmatig voor de radio op: AVRO, KRO en de Wereldomroep, soms wel twee keer per week. De bloeitijd van de zigeunermuziek in Nederland was begonnen en Gregor droeg daar zijn steentje aan bij: hij was overal te vinden waar zigeunermuziek gemaakt moest worden.
Toen er eind zestig begin jaren zeventig een eind kwam aan de gouden tijden van de zigeunermuziek, moest hij naar iets anders omzien. Hij heeft toen enkele jaren in het Promenade Orkest van de omroep gespeeld. Daar is nog een mooie anekdote aan verbonden. Toen Gregor solliciteerde bij de omroep, moest hij proefspelen; bijna niet voor te stellen voor een violist van zijn klasse! De commissie had iets moeilijks voor hem op de lessenaar gezet: de Ouverture van Dichter und Bauer. 'Haalt u die lessenaar maar weg', zei hij, 'die speel ik uit het hoofd' en hij voegde de daad bij het woord. Daarna werd er niet meer over proefspelen gepraat, hij was aangenomen.

## Gregor en Colea

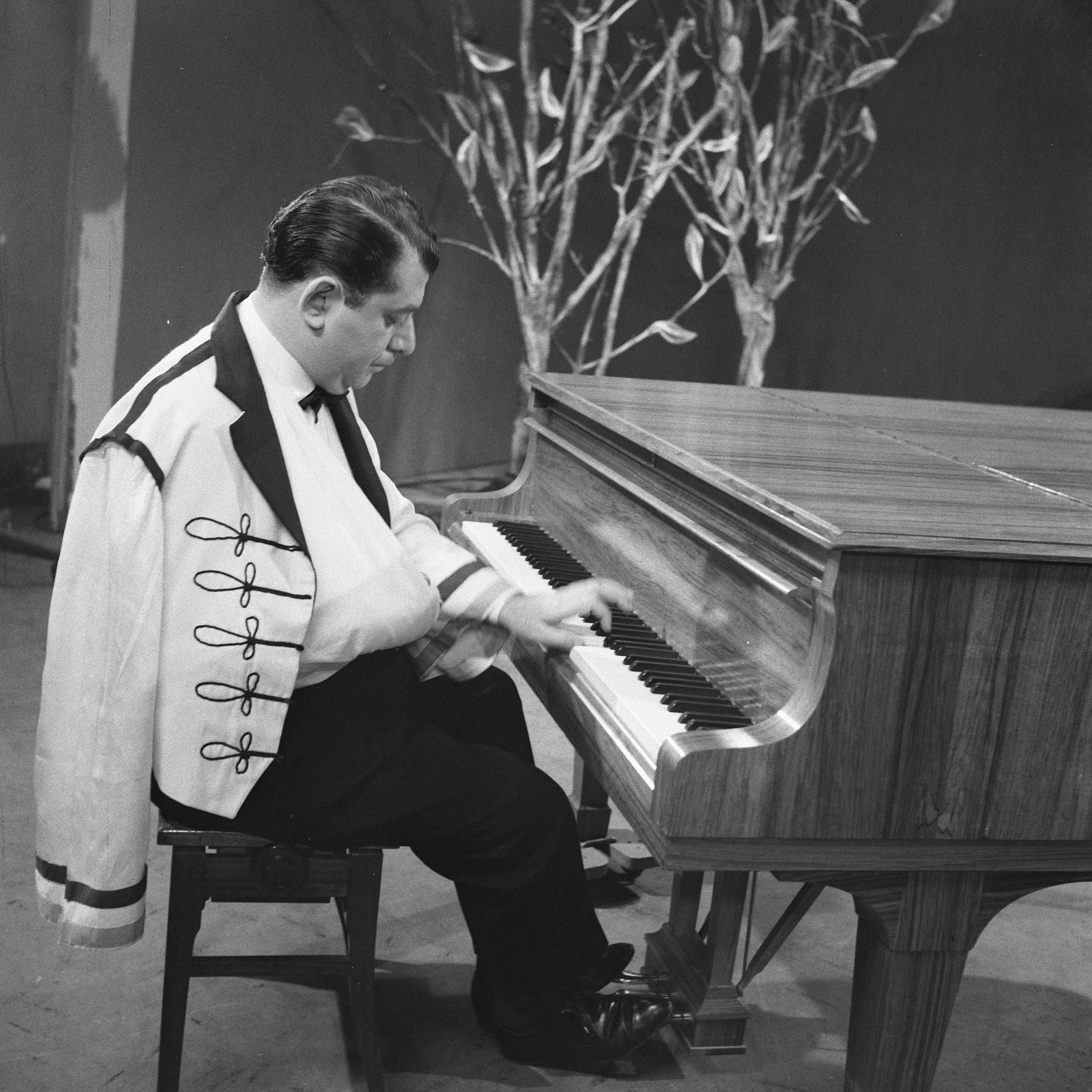
Colea Serban (1961)

Een andere bekende naam uit die tijd was Colea Serban, de broer van Gregor. Colea (spreek uit: kol-jaa) bespeelde de piano alsof het een cimbalom was. Hij was de enige die dat kon en later Gregor jr. Als Colea een orkest begeleidde, was er geen cimbaal meer nodig. En als hij solo optrad – vaak alleen maar begeleid door bassist Henk Jansen – stond er met zijn piano een compleet Roemeens orkest op het podium. Zijn hora's en doina's waren indrukwekkend, of zoals een tijdgenoot het uitdrukte: 'Je liet je eten er voor staan'.
Colea is jong gestorven, Gregor daarentegen is tot op hoge leeftijd blijven optreden, de laatste 33 jaren onder anderen met zijn zoon Gregor junior aan de piano die Colea heeft opgevolgd. Zijn andere zoon – de violist Andrei Serbanescu – heeft zijn naam niet veranderd.